# Осма изложба УЛУС-а (1949)
Осма изложба УЛУС-а (1949) је трајала током јуна 1949. године. Одржана је у галеријском простору Удружења ликовних уметника Србије односно у Уметничком павиљону "Цвијета Зузорић", у Београду.

## Оцењивачки одбор
Чланови оцењивачког одбора:
1. Сретен Стојановић
2. Ђорђе Андрејевић-Кун
3. Бранко Шотра
4. Марко Челебоновић
5. Боривоје Стевановић

## Излагачи

### Сликарство
1. Анте Абрамовић
2. Ђорђе Андрејевић-Кун
3. Даница Антић
4. Стојан Аралица
5. Милош Бабић
6. Петар Бибић
7. Милош Т. Бајић
8. Никола Бешевић
9. Ђорђе Бошан
10. Павле Васић
11. Божена Вилхар
12. Аделина Влајнић-Бакотић
13. Живојин Влајнић
14. Бета Вукановић
15. Бошко Вукашиновић
16. Живан Вулић
17. Слободан Гарић
18. Недељко Гвозденовић
19. Драгомир Глишић
20. Милош Голубовић
21. Никола Граовац
22. Винко Грдан
23. Божа Илић
24. Ђорђе Илић
25. Јозо Јанда
26. Гордана Јовановић
27. Првослав Караматијевић
28. Бошко Карановић
29. Радивоје Б. Кнежевић
30. Бранко Ковачевић
31. Лиза Крижанић
32. Пјер Крижанић
33. Александар Кумрић
34. Јован Кукић
35. Светолик Лукић
36. Шана Лукић Шотра
37. Милун Митровић
38. Милорад Михаиловић
39. Предраг Михаиловић
40. Предраг Милосављевић
41. Мирјана Михаћ
42. Раденко Мишевић
43. Живорад Настасијевић
44. Миливој Николајевић
45. Сава Николић
46. Лепосава Ст. Павловић
47. Јефто Перић
48. Михајло С. Петров
49. Зора Петровић
50. Јелисавета Петровић
51. Васа Поморишац
52. Ђорђе Поповић
53. Мића Поповић
54. Мирко Почуча
55. Миодраг Б. Протић
56. Божидар Раднић
57. Влада Радовић
58. Иван Радовић
59. Драган Савић
60. Бранко Станковић
61. Вељко Станојевић
62. Боривоје Стевановић
63. Драгослав Стојановић Сип
64. Живко Стојсављевић
65. Светислав Страла
66. Ђурђе Теодоровић
67. Стојан Трумић
68. Вера Ћирић
69. Милорад Ћирић
70. Антон Хутер
71. Драгутин Цигарчић
72. Љубомир Т. Цинцар-Јанковић
73. Александар Челебоновић
74. Марко Челебоновић
75. Милан Четић
76. Зуко Џумхур
77. Илија Шобајић

Као гост: Никола Блажев

### Пластика
1. Градимир Алексић
2. Милан Бесарабић
3. Стеван Боднаров
4. Марко Брежанин
5. Дарослава Вијоровић
6. Лојзе Долинар
7. Јелена Јовановић
8. Јован Кратохвил
9. Милан Лукић
10. Франо Менегело-Динчић
11. Божидар Обрадовић
12. Пера Палавичини
13. Димитрије Парамендић
14. Владета Петрић
15. Миодраг С. Поповић
16. Тома Росандић
17. Сава Сандић
18. Јован Солдатовић
19. Славка Средовић Петровић
20. Сретен Стојановић
21. Марин Студин
22. Радивој Суботички
23. Ладислав Фекете